# 循环弹窗事件
循环弹窗事件（日语：／），是5人被指在BBS写下恶意程序而被查获的事件。此事件又称“无限弹窗事件”、“兵库县警查获浏览器崩溃脚本事件”等。
涉事程序点击后，会在屏幕中央持续显示“关几次也没用哦～”文字、颜文字、猫ASCII艺术等。

## 概要
2019年3月，兵库县警以在BBS写下恶意程序链接，涉嫌不正指令电磁记录供用未遂，搜查一名女中学生住所，列为触法少年辅导，又搜查两名男性住所并函送检方。3月26日，媒体报道，2018年也有男中学生和男大学生因此被查。
3月25日，日本黑客协会开始接受捐款，支援2名男性的律师和诉讼费用。次日26日，团体公布共获得533名支援者捐赠约700万日元，宣布结束捐款。
同年5月29日，据报道，2名男性已收到理由为缓起诉的不起诉处分。本案中无人受害。
有被查男性称，检方认为“若使用特定型号智能手机点击该URL，可能难以关闭窗口，某些情况下还需要维修或请专家处理，与病毒罪成立要件之一‘反意图性’相抵触。因此，男性行为构成病毒罪”，坚持主张构成不正指令电磁记录供用罪。对此，负责为2名男性辩护的横滨Park法律事务所2名律师就缓起诉处分发表声明批评检方，称检方“‘觉得构成犯罪，但这次就先不起诉’，态度敷衍了事”“认为可判有罪，但因个别情况不予起诉，这样的缓起诉处分，身为法律界一部分的检察官，社会批评没有履行职责也情有可原”。

## 程序
该程序JavaScript代码如下。
个别环境下可能出现无法关闭标签页等问题，运行时需注意。
```
for
 
(
 
;
 
;
 
)
 
{

window
.
alert
(
"　∧_∧　ババババ\n（ ・ω・)=つ≡つ\n（っ ≡つ=つ\n`/　　)\n(ノΠＵ\n何回閉じても無駄ですよ～ww\nm9（＾Д＾）プギャー！！"
)

}

```

window.alert会显示一个对话框，包含参数指定的字符串和确定按钮。按下确定或关闭按钮可关闭对话框。
该程序为无限循环，故关闭对话框后会再次循环显示对话框，直至用户关闭标签页本身。
由于对话框关闭之前window.alert不会继续处理，该程序不会影响浏览器工作，比起浏览器崩溃脚本，更像是玩笑程序。
多数PC浏览器可通过关闭标签页等方法轻松终止该程序。现代浏览器用户可通过第一次弹窗警告后显示的“停止显示对话框”按钮终止程序。

## 反应
这次事件引发国内外各种反响。
2019年3月5日，Smiley菊池看到辅导报道后，认为事件是网络犯罪，发布推文称“中学一年级少女轻易染指网络犯罪。估计感觉就像玩游戏。成年人应怎样接受这个现实。。。”，受到大量批评后又打码转载高木浩光阐述问题所在的推文，发推称“说‘Twitter写了不是犯罪’也没用。”“全部要自行负责。”，遭受更多批评。次日6日发文道歉“现在兵库县警和法院正当作案件处理，将来检方或诉讼承认是冤案时，如果能得到原谅，我会亲自去找三人道歉。”后，事态暂时平息。之后，Smiley菊池删除相关推文。
3月6日，JavaScript之父布兰登·艾克发布推文，称“就算是比Chrome第一版早10年发布的Netscape 4，用户也可以kill掉循环JavaScript。”“我准备在该案庭审当专家证人。这不是什么病毒，不应当作犯罪。”。3月9日，电子前哨基金会（EFF）发推称，“无限循环不是犯罪。”。
3月8日，为抗议警察处理该事件手法，有人在GitHub发起“大家一起被捕吧计划”，争取通过编写发布同类代码被捕。兵库县警网络犯罪对策课接受NETIB-NEWS采访时，就计划评论道“对自己的孩子也能这么说吗”。

## 脚注